# Universidad de Fairfield
La Universidad de Fairfield (Fairfield University en inglés y oficialmente) es una universidad privada, católica, de la Compañía de Jesús (Jesuitas), ubicada en Fairfield, Connecticut (Estados Unidos de América). Pertenece a la Asociación de Universidades Jesuitas (AJCU).

## Historia
La Universidad fue fundada en 1942 por los Jesuitas, que compraron los terrenos necesarios y nombraron al Padre John J. McEleney, S.J. primer rector de la institución.

## Campus
El campus universitario ocupa 200 acres de colinas, estanques, prados y bosques con vistas al estuario de Long Island Sound, entre Connecticut y Long Island. Las playas y el centro de la ciudad de Fairfield se encuentran a 5 minutos del campus. La universidad ofrece un servicio continuo de autobuses al centro, desde donde se puede coger el tren hacia la estación central de Nueva York (Grand Central Terminal), en un trayecto de una hora y 15 minutos. En el campus se ubican los 35 edificios universitarios, entre los que se encuentran numerosas residencias de estudiantes. La universidad garantiza a los estudiantes de primer año la posibilidad de residir en el campus durante los 4 años de carrera, si así lo desean.

## Vida estudiantil
La universidad es un centro Jesuita, y sigue la tradición educativa ignaciana, con 500 años de historia. El desarrollo de la dignidad personal, la búsqueda de la justicia, el compañerismo, y la reflexión, empapan todas las actividades estudiantiles, que incluyen diversos ámbitos del deporte, la música, el teatro, el voluntariado social, y otras actividades que abarcan las más de 50 organizaciones de estudiantes. Todas ellas están amparadas por la Asociación de Estudiantes de la Universidad de Fairfield (Fairfield University Student Association -"FUSA"- en inglés). El periódico estudiantil se titula "The Mirror", la estación de radio "WVOF", y la cadena de televisión "The HAM Channel".

## Deportes

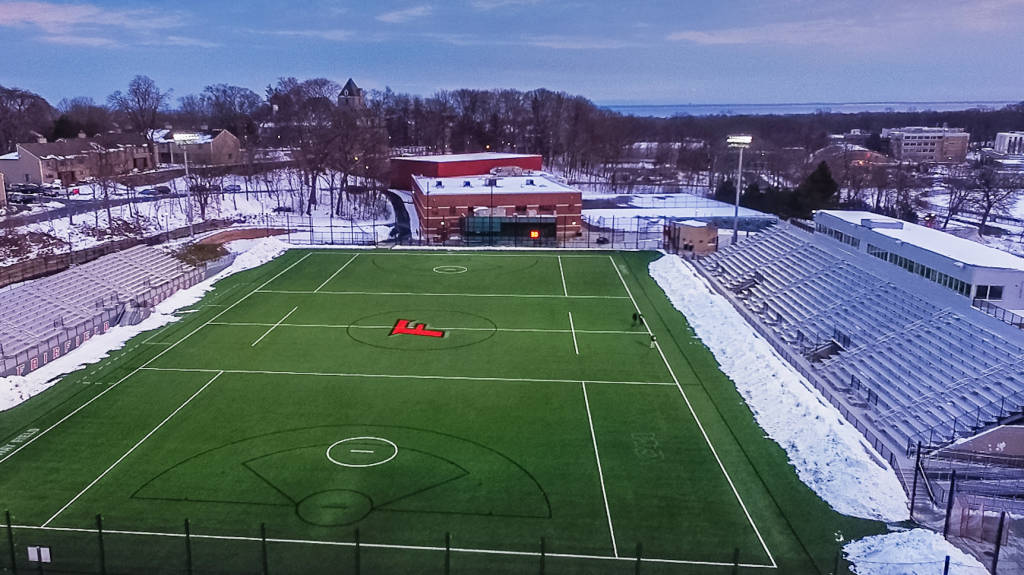
Estadio deportivo de la universidad

Fairfield compite con 19 equipos en División I de la NCAA, en la Metro Atlantic Athletic Conference. 8 equipos son masculinos (béisbol, baloncesto, campo a través, golf, lacrosse, fútbol, natación, y tenis), y 11 femeninos (remo, baloncesto, campo a través, golf, lacrosse, fútbol, natación, tenis, hockey sobre hierba, sóftbol, y voleibol).